# JCDecaux
JCDecaux è un'azienda multinazionale operante nel settore della comunicazione esterna e nell'arredo urbano pubblicitario.
I principali concorrenti di JCDecaux sono: Clear Channel Outdoor (del gruppo iHeartMedia), Focus Media, Lamar Advertising Company, Ströer, Outfront Media e Exterion Media.